# Francesco Magnanelli
Francesco Magnanelli (Umbertide, 12 de noviembre de 1984) es un exfutbolista italiano que jugaba de mediocampista y su último equipo fue la U. S. Sassuolo. Es el jugador con más partidos en la historia del neroverdi hasta el día de hoy.

## Trayectoria
A lo largo de su carrera en el club, Magnanelli ha jugado para varios equipos italianos: comenzó su carrera con Gubbio en el 2000, y luego jugó para Chievo Verona, Fiorentina y Sangiovannese, antes de unirse al Sassuolo en 2005, donde ayudó al equipo a promocionar desde la Serie C2 a la Serie A; ganó los títulos de la Serie C1 y la Serie B con el club en 2008 y 2013, respectivamente, y más tarde fue nombrado capitán del equipo. En junio de 2017, firmó un nuevo contrato de 2 años con Sassuolo. El 22 de mayo de 2022 disputó su último partido en la derrota ante el A. C. Milan y anunció su retiro luego de estar 17 años y jugar 520 partidos disputados con el Sassuolo.

## Estilo de juego
Magnanelli ha sido descrito como un centrocampista talentoso, decidido, humilde y trabajador. Él generalmente se despliega en el centro, y es conocido en particular por su liderazgo y rango de pases, así como su conciencia táctica, y la lectura del juego, además de su tenacidad, y la capacidad de recuperar la posesión o interceptar pases como un mediocampista defensivo.

## Estadísticas

### Clubes
- Actualizado hasta el 3 de abril de 2021.

| Gubbio 1910 · Italia | C2            | 1999-00       | -   | - | -  | -  | - | - | - | - | - | -   | -  | -  |
| Gubbio 1910 · Italia | C2            | 2000-01       | 1   | 0 | 0  | -  | - | - | - | - | - | 1   | 0  | 0  |
| Gubbio 1910 · Italia | C2            | 2001-02       | 14  | 0 | 0  | -  | - | - | - | - | - | 14  | 0  | 0  |
| Gubbio 1910 · Italia | Total club    | Total club    | 15  | 0 | 0  | -  | - | - | - | - | - | 15  | 0  | 0  |
| A. C. ChievoVerona · Italia | A             | 2002-03       | -   | - | -  | -  | - | - | - | - | - | -   | -  | -  |
| A. C. ChievoVerona · Italia | Total club    | Total club    | -   | - | -  | -  | - | - | - | - | - | -   | -  | -  |
| ACF Fiorentina · Italia | B             | 2003-04       | -   | - | -  | -  | - | - | - | - | - | -   | -  | -  |
| ACF Fiorentina · Italia | Total club    | Total club    | -   | - | -  | -  | - | - | - | - | - | -   | -  | -  |
| Sangiovannese · Italia | C1            | 2004-05       | 6   | 0 | 0  | -  | - | - | - | - | - | 6   | 0  | 0  |
| Sangiovannese · Italia | Total club    | Total club    | 6   | 0 | 0  | -  | - | - | - | - | - | 6   | 0  | 0  |
| U. S. Sassuolo Calcio · Italia | C2            | 2005-06       | 30  | 0 | 0  | -  | - | - | - | - | - | 30  | 0  | 0  |
| U. S. Sassuolo Calcio · Italia | C1            | 2006-07       | 22  | 1 | 0  | 1  | 0 | 0 | - | - | - | 23  | 1  | 0  |
| U. S. Sassuolo Calcio · Italia | C1            | 2007-08       | 29  | 1 | 0  | 2  | 0 | 0 | - | - | - | 31  | 1  | 0  |
| U. S. Sassuolo Calcio · Italia | B             | 2008-09       | 37  | 0 | 3  | 1  | 0 | 0 | - | - | - | 38  | 0  | 3  |
| U. S. Sassuolo Calcio · Italia | B             | 2009-10       | 40  | 0 | 2  | 2  | 0 | 0 | - | - | - | 42  | 0  | 2  |
| U. S. Sassuolo Calcio · Italia | B             | 2010-11       | 39  | 2 | 1  | 1  | 0 | 0 | - | - | - | 40  | 2  | 1  |
| U. S. Sassuolo Calcio · Italia | B             | 2011-12       | 37  | 0 | 4  | 2  | 0 | 0 | - | - | - | 39  | 0  | 4  |
| U. S. Sassuolo Calcio · Italia | B             | 2012-13       | 40  | 1 | 8  | 2  | 0 | 0 | - | - | - | 42  | 1  | 8  |
| U. S. Sassuolo Calcio · Italia | A             | 2013-14       | 28  | 0 | 2  | -  | - | - | - | - | - | 28  | 0  | 2  |
| U. S. Sassuolo Calcio · Italia | A             | 2014-15       | 29  | 1 | 2  | 2  | 0 | 0 | - | - | - | 31  | 1  | 2  |
| U. S. Sassuolo Calcio · Italia | A             | 2015-16       | 34  | 1 | 1  | 1  | 0 | 0 | - | - | - | 34  | 1  | 1  |
| U. S. Sassuolo Calcio · Italia | A             | 2016-17       | 15  | 1 | 0  | -  | - | - | 9 | 0 | 0 | 24  | 1  | 0  |
| U. S. Sassuolo Calcio · Italia | A             | 2017-18       | 32  | 0 | 0  | 2  | 0 | 0 | - | - | - | 34  | 0  | 0  |
| U. S. Sassuolo Calcio · Italia | A             | 2018-19       | 26  | 0 | 0  | 2  | 1 | 0 | - | - | - | 28  | 1  | 0  |
| U. S. Sassuolo Calcio · Italia | A             | 2019-20       | 22  | 0 | 0  | 0  | 0 | 0 | - | - | - | 22  | 0  | 0  |
| U. S. Sassuolo Calcio · Italia | A             | 2020-21       | 7   | 0 | 0  | 0  | 0 | 0 | - | - | - | 7   | 0  | 0  |
| U. S. Sassuolo Calcio · Italia | Total club    | Total club    | 468 | 8 | 23 | 25 | 2 | 0 | 9 | 0 | 0 | 504 | 10 | 23 |
| Total carrera | Total carrera | Total carrera | 490 | 8 | 23 | 29 | 2 | 0 | 9 | 0 | 0 | 530 | 10 | 23 |
| (1) Las copas nacionales se refiere a la Copa Italia y la Supercoppa di Serie C. (2) Las copas internacionales se refiere a la Liga Europa de la UEFA. |               |               |     |   |    |    |   |   |   |   |   |     |    |    |